# Phytocrene oblonga
Phytocrene oblonga är en tvåhjärtbladig växtart som beskrevs av Nathaniel Wallich. Phytocrene oblonga ingår i släktet Phytocrene och familjen Icacinaceae. Inga underarter finns listade i Catalogue of Life.